# Zmertich család
Zmertich horvát származású, Máramaros vármegyei eredetű Nyitra vármegyei család. Tagjai közül többen katonai tisztet vagy vármegyei hivatalt viseltek.
1781-ben Vittencen birtokoltak. Zmertich Ivánnak Csácsón volt nemesi kuriája. Az impériumváltás után Zmertich Iván fiai Iván és Károly elhagyták Csehszlovákiát.

## Neves családtagok
- Zmertich Gáspár 1820-tól főszolgabiró, 1825-1833 között főadószedő
- Zmertich Károly 1843-ban tiszteletbeli alügyész, 1848-ban a szenicei kerület országgyűlési képviselője, 1861-ben szintúgy.
- Zmertich Simon 1848-ban és 1861-ben főszolgabiró volt.
- Zmertich Iván (János; 1856-?) sportoló, 1892-1901 között országgyűlési képviselő.[2]